# 犯罪都市 (2017年の映画)
『犯罪都市』（はんざいとし、原題：범죄도시、英題：The Outlaws）は、2017年に公開された韓国のアクション・スリラー映画。監督はカン・ユンソン。出演は、マ・ドンソクとユン・ゲサン     。

## 概要
2004年に実際に起きた「黒社派」（黒社会）事件をもとにして、ソウル特別市九老区の加里峰（カリボン）洞を仕切る地元の暴力団と、中国の延辺から来た朝鮮族チャイニーズマフィアとの間で、縄張り争いが勃発し、警察が出動して地域の平和を目指すことになる。

## あらすじ
チャイナタウンを擁する衿川区を管轄する衿川警察署強力班のマ・ソクト（マ・ドンソク）刑事は、主に区内を縄張りとする朝鮮族マフィア「毒蛇(ドクサ)組」と「イス組」の対立を持ち前の人柄と腕力で抑え込みつつ、以前からその一帯を縄張りにしていた隣区九老区加里峰洞の韓国人マフィアとの間のいざこざに手を焼いていた。
そんな中、毒蛇（ドクサ）組の構成員が昌原市でギャンブルに負けて借金を作ってしまう。ハルビンから釜山を経由してやって来た「黒竜(フンリョン)組」のチャン・チェン（ユン・ゲサン）と血気盛んなウェイ・ソンラク（チン・ソンギュ）、ヤン・テ（キム・ソンギュ）が、貸した金を回収するためにソウルにやって来る。金の返済で揉めた毒蛇組の組長・毒蛇を殺害し、毒蛇組を乗っ取ったチャンたち3人組は、チャイナタウンを根城に勢力拡大を図り、イス組をも壊滅させ、ついにはファン・チュンシク社長率いる加里峰洞の暴力団組織と抗争を繰り広げ始め、ソウルの裏社会の支配を狙って動き出す。
マ刑事ら衿川警察署強力班員らは、地域の平和を守ろうと黒竜組の一斉検挙を計画する。

## キャスト
※括弧内は日本語吹替

### 主要
- マ・ソクト - マ・ドンソク[10]（菊池康弘）

ソウルの衿川警察の刑事で、強力班副班長。独身。剛腕で怖いもの知らずで、地域の揉め事を適度に解決してきたが、黒竜組が地域に乗り込んできたことで、加里峰洞における中韓暴力団の抗争を終結させるため、10日間の猶予を与えられる。
- チャン・チェン - ユン・ゲサン[11]（福里達典）

中国ハルビン出身の悪名高い犯罪者で、黒竜組（黑龙波、チャイニーズマフィアの一つ）のボス。加里峰洞に借金の取り立てにやってくると同時に、毒蛇組の組長を刺殺し、毒蛇組を乗っ取る。同胞嫌いの残忍な性格で、常に金のことばかり考えている。主に斧を使い、抵抗する者をバラバラにすることで知られている。
- ファン・チュンシク社長 - チョ・ジェユン（英語版）（櫻井慎二朗）

最大勢力を誇る韓国人暴力団組織のボス。表向きは九老区加里峰洞のクラブのオーナーで、マ刑事を「兄貴」と慕う。
- チョン・イルマン班長 - チェ・グィファ（英語版）（西垣俊作）

強力班班長。抗争勃発に頭を悩ませる。

### 助演
- Do Seung-woo - イム・ヒョンジュン（英語版）
- ウィ・ソンラク - チン・ソンギュ

中国からチャン・チェンとともにやってきた黒竜組の幹部。
- パク・ビョンシク - ホン・キジュン（佐々木祐介）
- オ・ドンギュン - ホ・ドンウォン（御子神孝次）
- カン・ホンソク - ハ・ジュン
- ヤンテ - キム・ソンギュ（山下大毅）
- チャン・イス - パク・ジファン（高橋ちんねん）

イス組のボス。
- 毒蛇 - ホ・ソンテ（英語版）

毒蛇組のボス。
- Yeon Gil Restaurant CEO - Min Kyung-jin
- Wang-oh - Uhm Ji-sung
- CEO Kwak - Kim Gu-taek
- CEO Won - Park Sang-gyu
- Ahn Hye-kyeong - Yoo Ji-yeon

### 特別出演
- 広域捜査隊隊長 - チョ・ジヌン

抗争が激化し、いち警察署の手に負えなくなってきたと判断され、捜査を引き継ぐために派遣されて来る。
- 警察署長 - チョン・インギ（英語版）
- 空港長 - イェ・ジョンファ
- カン・ホンソクの婚約者 - ユン・ジュ（英語版）

## 製作
2017年2月27日に主要撮影を開始し、2017年7月19日に終了した。

## リメイク
本作は、インドでヒンディー語版映画として『Radhe』の作品名でリメイクされている。リメイク版は2021年5月13日に公開されたが、評判は芳しくなかった 。

## 評価
『犯罪都市』は、2017年10月3日に韓国で公開された。10月23日までに500万人以上の観客数で3,630万米ドルの興行収入を記録した。公開から1ヶ月後、本作は605万人の観客数となり、4,410万米ドルの興行収入を記録した。12月1日までに、687万人の観客動員数、5,180万米ドルの総興行収入を達成し、その年の韓国における国内映画の中で3番目に高い興行収入を記録し、さらにR指定の韓国映画の中では歴代3番目に高い興行収入を記録した  。

## 賞とノミネート
| 年     | 賞                                   | 部門                      | 受賞者         | 結果       | 参照          |
| ------ | ------------------------------------ | ------------------------- | -------------- | ---------- | ------------- |
| 2017年 | 第37回韓国映画評論家協会賞           | トップ10映画              | 『犯罪都市』   | 受賞       | [ 19 ]        |
| 2017年 | 第37回韓国映画評論家協会賞           | 最高の新監督              | カン・ユンソン | 受賞       | [ 19 ]        |
| 2017年 | 第38回青龍映画賞                     | 最高の新監督              | カン・ユンソン | ノミネート | [ 20 ]        |
| 2017年 | 第38回青龍映画賞                     | 最高の技術的成果-スタント | 『犯罪都市』   | ノミネート | [ 20 ]        |
| 2017年 | 第38回青龍映画賞                     | 最高の映画編集            | 『犯罪都市』   | ノミネート | [ 20 ]        |
| 2017年 | 第38回青龍映画賞                     | 最優秀助演男優賞          | チン・ソンギュ | 受賞       | [ 20 ]        |
| 2018年 | 第9回韓国映画記者協会映画賞（KOFRA） | 最優秀助演男優賞          | チン・ソンギュ | 受賞       | [ 21 ]        |
| 2018年 | 第54回百想芸術大賞                   | 最優秀俳優賞              | マ・ドンソク   | ノミネート | [ 22 ] [ 23 ] |
| 2018年 | 第54回百想芸術大賞                   | 最優秀助演男優賞          | チン・ソンギュ | ノミネート | [ 22 ] [ 23 ] |
| 2018年 | 第54回百想芸術大賞                   | 最高の新人俳優            | キム・ソンギュ | ノミネート | [ 22 ] [ 23 ] |
| 2018年 | 第54回百想芸術大賞                   | 最高の新人俳優            | ホ・ソンテ     | ノミネート | [ 22 ] [ 23 ] |
| 2018年 | 第54回百想芸術大賞                   | 最高の新監督              | キム・ユンソン | 受賞       | [ 22 ] [ 23 ] |
| 2018年 | 第54回百想芸術大賞                   | 最高の脚本                | キム・ユンソン | ノミネート | [ 22 ] [ 23 ] |
| 2018年 | 第23回春史大賞映画賞                 | 最高の脚本                | キム・ユンソン | ノミネート | [ 24 ] [ 25 ] |
| 2018年 | 第23回春史大賞映画賞                 | 最高の新監督              | キム・ユンソン | 受賞       | [ 24 ] [ 25 ] |
| 2018年 | 第23回春史大賞映画賞                 | 最優秀俳優                | マ・ドンソク   | ノミネート | [ 24 ] [ 25 ] |
| 2018年 | 第23回春史大賞映画賞                 | 最優秀助演男優賞          | チン・ソンギュ | ノミネート | [ 24 ] [ 25 ] |
| 2018年 | 第27回釜日映画賞                     | 最高の新監督              | カン・ユンソン | ノミネート | [ 26 ]        |
| 2018年 | 第55回大鐘賞                         | 最高の新監督              | カン・ユンソン | ノミネート | [ 27 ]        |
| 2018年 | 第55回大鐘賞                         | 最優秀助演男優賞          | チン・ソンギュ | ノミネート | [ 27 ]        |
| 2018年 | 第55回大鐘賞                         | ベストプランニング        | 無法者         | ノミネート | [ 27 ]        |
| 2018年 | 第2回ソウルアワード                  | 最優秀助演男優賞          | チン・ソンギュ | ノミネート | [ 28 ]        |
| 2018年 | 第2回ソウルアワード                  | 最高の新人俳優            | キム・ソンギュ | ノミネート | [ 28 ]        |
| 2018年 | 第18回ディレクターズカットアワード   | 最高の新監督              | カン・ユンソン | 受賞       | [ 28 ]        |